# 북구·강서구 갑
북구·강서구 갑은 대한민국의 폐지된 국회의원 선거구이다. 당시 부산광역시 북구의 일부 지역을 관할했다. 선거구 명에 '강서구'가 붙어 있긴 하지만 선거 관할 지역에 강서구 지역은 들어가 있지 않다.

## 역사
1996년 대한민국 제15대 국회의원 선거를 앞두고 북구 갑 선거구에서 분리되어 신설되었다. 신설 당시 북구·강서구 갑의 영역은 구포동, 금곡동, 화명동, 덕천1·3동, 만덕동이었다.
2000년 제16대 국회의원 선거를 앞두고 금곡동과 화명동이 북구·강서구 을로 넘어갔다. 
2016년 대한민국 제20대 국회의원 선거를 앞두고 북구·강서구 을에서 덕천2동을 받아왔다.
대한민국 제22대 국회의원 선거를 앞두고 선거구가 개편됨에 따라 만덕1동은 신설되는 북구 을 선거구에, 나머지 지역들은 신설되는 북구 갑 선거구에 각각 편입되면서 폐지되었다.

## 관할 구역
| 대수      | 관할 구역                                                                                   |
| --------- | ------------------------------------------------------------------------------------------- |
| 15대      | 북구 구포1동, 구포2동, 구포3동, 금곡동, 화명동, 덕천1동, 덕천3동, 만덕1동, 만덕2동, 만덕3동 |
| 16대~19대 | 북구 구포1동, 구포2동, 구포3동, 덕천1동, 덕천3동, 만덕1동, 만덕2동, 만덕3동                 |
| 20대~21대 | 북구 구포1동, 구포2동, 구포3동, 덕천1동, 덕천2동, 덕천3동, 만덕1동, 만덕2동, 만덕3동        |

## 역대 국회의원
| 선거   | 정당 | 정당         | 의원   |
| ------ | ---- | ------------ | ------ |
| 1996년 |      | 신한국당     | 정형근 |
| 2000년 |      | 한나라당     | 정형근 |
| 2004년 |      | 한나라당     | 정형근 |
| 2008년 |      | 한나라당     | 박민식 |
| 2012년 |      | 새누리당     | 박민식 |
| 2016년 |      | 더불어민주당 | 전재수 |
| 2020년 |      | 더불어민주당 | 전재수 |

## 역대 선거 결과

### 대한민국 제15대 국회의원 선거
|  | 60.08% |

|  | 25.66% |

|  | 9.00% |

|  | 5.23% |

### 대한민국 제16대 국회의원 선거
|  | 76.56% |

|  | 18.60% |

|  | 4.83% |

### 대한민국 제17대 국회의원 선거
|  | 51.15% |

|  | 43.43% |

|  | 2.89% |

|  | 1.64% |

|  | 0.87% |

### 대한민국 제18대 국회의원 선거
|  | 57.34% |

|  | 38.57% |

|  | 4.08% |

### 대한민국 제19대 국회의원 선거
|  | 52.39% |

|  | 47.60% |

### 대한민국 제20대 국회의원 선거
|  | 55.92% |

|  | 44.07% |

### 대한민국 제21대 국회의원 선거
|  | 50.58% |

|  | 48.57% |

|  | 0.83% |